# Eleição federal na Alemanha Ocidental em 1980
As eleições federais na Alemanha Ocidental foram realizadas a 5 de Outubro de 1980 e, serviram para eleger os 519 deputados para o Bundestag.
Após 11 anos no poder, o Partido Social-Democrata teve um bom resultado, mantendo a sua base de apoio eleitoral, subindo 0,3% para os 42,9% e conquistando mais 4 deputados, passando para os 228 deputados, quando comparado com as eleições de 1976. Este bom resultado dos social-democratas muito se deveu à popularidade do chanceler Helmut Schmidt, visto como um líder eficaz e moderado. Os parceiros de coligação do SPD, os liberais do Partido Democrático Liberal foram os grandes vencedores destas eleições, conquistado o seu melhor resultado desde 1961, passando dos 7,9% e 40 deputados de 1976 para 10,6% dos votos e 54 deputados. Este bom resultado de SPD-FDP significava que ambos mantinham a maioria parlamentar.
Por outro lado, os partidos irmãos de centro-direita, União Democrata-Cristã e União Social-Cristã, obtiveram um mau resultado, perdendo 17 deputados, ficando-se pelos 44,5% dos votos e 237 deputados. O principal fator deste mau resultado dos democratas-cristãos foi que, pela primeira vez, o líder da CSU foi o candidato a chanceler, e, na ocasião, era o presidente da Baviera, Franz-Josef Strauss, político visto pelo eleitorado alemão como populista e pouco capaz de liderar o país.
Por fim, destacar o aparecimento de um novo partido, Os Verdes, fundados em Janeiro de 1980 que conquistaram 1,5% dos votos e mais de meio milhão de votos, tornando-se o principal partido extraparlamentar.
Após as eleições, a coligação "social-liberal" entre SPD e FDP manteria-se no poder, com Helmut Schmidt a chanceler, mas, em 1982, o FDP iria abandonar a coligação e formou coligação com a CDU/CSU, algo que, permitiu a Helmut Kohl, líder da CDU, tornar-se chanceler da RFA.

## Resultados Oficiais

### Método Proporcional (Lista)
| Partido                     | Partido                     | Partido                     | Lista de Partido | Lista de Partido | Lista de Partido | Lista de Partido | Lista de Partido |
| Partido                     | Partido                     | Partido                     | Votos            | %                | +/-              | Deputados        | +/-              |
| --------------------------- | --------------------------- | --------------------------- | ---------------- | ---------------- | ---------------- | ---------------- | ---------------- |
|                             |                             | União Democrata-Cristã      | 12 989 200       | 34,24 / 100,00   | 3,75             | 104 / 271        | 3                |
|                             | União Social-Cristã         | 3 908 459                   | 10,30 / 100,00   | 0,35             | 12 / 271         | 1                |                  |
| CDU/CSU                     | CDU/CSU                     | 16 897 659                  | 44,54 / 100,00   | 4,10             | 116 / 271        | 4                |                  |
|                             | Partido Social-Democrata    | Partido Social-Democrata    | 16 260 677       | 42,86 / 100,00   | 0,30             | 101 / 271        | 9                |
|                             | Partido Democrático Liberal | Partido Democrático Liberal | 4 030 999        | 10,62 / 100,00   | 2,70             | 54 / 271         | 14               |
| Barreira Eleitoral de 5,00% |                             |                             |                  |                  |                  |                  |                  |
|                             | Os Verdes                   | Os Verdes                   | 569 589          | 1,50 / 100,00    | Novo             | 0 / 271          | Novo             |
|                             | Outros (com menos de 1,00%) | Outros (com menos de 1,00%) | 180 057          | 0,48 / 100,00    |                  | 0 / 271          |                  |
| Votos Inválidos             | Votos Inválidos             | Votos Inválidos             | 353 115          |                  |                  |                  |                  |
| Total                       | Total                       | Total                       | 38 292 176       | 100,00 / 100,00  |                  | 271 / 271        | 1                |
| Eleitorado/Participação     | Eleitorado/Participação     | Eleitorado/Participação     | 43 231 741       | 88,57 / 100,00   | 2,18             |                  |                  |
| Fonte                       | Fonte                       | Fonte                       | [ 5 ]            | [ 5 ]            | [ 5 ]            | [ 5 ]            | [ 5 ]            |

### Método Uninominal (Distrito)
| Partido                 | Partido                     | Partido                     | Distrito Eleitoral | Distrito Eleitoral | Distrito Eleitoral | Distrito Eleitoral | Distrito Eleitoral |
| Partido                 | Partido                     | Partido                     | Votos              | %                  | +/-                | Deputados          | +/-                |
| ----------------------- | --------------------------- | --------------------------- | ------------------ | ------------------ | ------------------ | ------------------ | ------------------ |
|                         |                             | União Democrata-Cristã      | 13 467 207         | 35,62 / 100,00     | 2,64               | 81 / 248           | 13                 |
|                         | União Social-Cristã         | 3 941 365                   | 10,43 / 100,00     | 0,20               | 40 / 248           | Estável            |                    |
| CDU/CSU                 | CDU/CSU                     | 17 408 572                  | 46,05 / 100,00     | 2,84               | 121 / 248          | 13                 |                    |
|                         | Partido Social-Democrata    | Partido Social-Democrata    | 16 808 861         | 44,46 / 100,00     | 0,76               | 127 / 248          | 13                 |
|                         | Partido Democrático Liberal | Partido Democrático Liberal | 2 720 480          | 7,20 / 100,00      | 0,79               | 0 / 248            | Estável            |
|                         | Os Verdes                   | Os Verdes                   | 732 619            | 1,94 / 100,00      | Novo               | 0 / 248            | Novo               |
|                         | Outros (com menos de 1,00%) | Outros (com menos de 1,00%) | 135 499            | 0,36 / 100,00      |                    | 0 / 248            |                    |
| Votos Inválidos         | Votos Inválidos             | Votos Inválidos             | 485 645            |                    |                    |                    |                    |
| Total                   | Total                       | Total                       | 38 292 176         | 100,00 / 100,00    |                    | 248 / 248          |                    |
| Eleitorado/Participação | Eleitorado/Participação     | Eleitorado/Participação     | 43 231 741         | 88,57 / 100,00     | 2,18               |                    |                    |
| Fonte                   | Fonte                       | Fonte                       | [ 5 ]              | [ 5 ]              | [ 5 ]              | [ 5 ]              | [ 5 ]              |

### Total de Deputados
| Partido | Partido                     | Partido                     | Distrito Eleitoral | Distrito Eleitoral | Lista de Partido | Lista de Partido | Total     | Total |
| Partido | Partido                     | Partido                     | Deputados          | +/-                | Deputados        | +/-              | Deputados | +/-   |
| ------- | --------------------------- | --------------------------- | ------------------ | ------------------ | ---------------- | ---------------- | --------- | ----- |
|         |                             | União Democrata-Cristã      | 81 / 248           | 13                 | 104 / 271        | 3                | 185 / 519 | 16    |
|         | União Social-Cristã         | 40 / 248                    | Estável            | 12 / 271           | 1                | 52 / 519         | 1         |       |
| CDU/CSU | CDU/CSU                     | 121 / 248                   | 13                 | 116 / 271          | 4                | 237 / 519        | 17        |       |
|         | Partido Social-Democrata    | Partido Social-Democrata    | 127 / 248          | 13                 | 101 / 271        | 9                | 228 / 519 | 4     |
|         | Partido Democrático Liberal | Partido Democrático Liberal | 0 / 248            | Estável            | 54 / 271         | 14               | 54 / 519  | 14    |
|         | Os Verdes                   | Os Verdes                   | 0 / 248            | Novo               | 0 / 271          | Novo             | 0 / 519   | Novo  |
|         | Outros (com menos de 1,00%) | Outros (com menos de 1,00%) | 0 / 248            |                    | 0 / 271          |                  | 0 / 519   |       |
| Total   | Total                       | Total                       | 248 / 248          |                    | 271 / 271        | 1                | 519 / 519 | 1     |
| Fonte   | Fonte                       | Fonte                       | [ 5 ]              | [ 5 ]              | [ 5 ]            | [ 5 ]            | [ 5 ]     | [ 5 ] |

## Resultados por Estado Federal
A tabela de resultados apresentada refere-se aos votos obtidos na lista de partido e, apenas, refere-se a partidos com mais de 1,0% dos votos:
| Estado                     | %       | D       | %    | D   | %    | D   | %   | D   | Votantes   |
| Estado                     | CDU CSU | CDU CSU | SPD  | SPD | FDP  | FDP | GRÜ | GRÜ | Votantes   |
| -------------------------- | ------- | ------- | ---- | --- | ---- | --- | --- | --- | ---------- |
| Estado                     |         |         |      |     |      |     |     |     | Votantes   |
| Baden-Württemberg          | 48,5    | 36      | 37,2 | 27  | 12,0 | 9   | 1,8 | -   | 5 518 062  |
| Baixa Saxônia              | 39,8    | 26      | 46,9 | 30  | 11,3 | 7   | 1,6 | -   | 4 790 833  |
| Baviera                    | 57,6    | 52      | 32,7 | 30  | 7,8  | 7   | 1,3 | -   | 6 854 780  |
| Berlim Ocidental (Nota)    | 44,4    | 11      | 42,7 | 10  | 8,1  | 1   | 3,7 | -   | 1 310 553  |
| Bremen                     | 28,8    | 1       | 52,5 | 3   | 15,1 | -   | 2,7 | -   | 459 208    |
| Hamburgo                   | 31,2    | 4       | 51,7 | 7   | 14,1 | 2   | 2,3 | -   | 1 113 199  |
| Hesse                      | 40,6    | 19      | 46,4 | 22  | 10,6 | 5   | 1,8 | -   | 3 598 071  |
| Renânia do Norte-Vestfália | 40,6    | 60      | 46,8 | 70  | 10,9 | 17  | 1,2 | -   | 11 008 682 |
| Renânia-Palatinado         | 45,6    | 15      | 42,8 | 14  | 9,8  | 3   | 1,4 | -   | 2 480 763  |
| Sarre                      | 42,3    | 4       | 48,3 | 4   | 7,8  | -   | 1,1 | -   | 751 945    |
| Schleswig-Holstein         | 38,9    | 9       | 46,7 | 11  | 12,7 | 3   | 1,4 | -   | 1 716 553  |
| Alemanha Ocidental         | 44,5    | 237     | 42,9 | 228 | 10,6 | 54  | 1,5 | -   | 38 292 176 |

Nota: Berlim Ocidental, oficialmente, não integrava a Alemanha Ocidental e, como tal, os seus deputados eram eleitos conformes os resultados das eleições regionais que correspondiam ao período das eleições federais alemãs.

### Baden-Württemberg
| Partido                 | Partido                     | Distrito Eleitoral | Distrito Eleitoral | Distrito Eleitoral | Lista de Partido | Lista de Partido | Lista de Partido | Deputados | +/-  |
| Partido                 | Partido                     | Votos              | %                  | +/-                | Votos            | %                | +/-              | Deputados | +/-  |
| ----------------------- | --------------------------- | ------------------ | ------------------ | ------------------ | ---------------- | ---------------- | ---------------- | --------- | ---- |
|                         | União Democrata-Cristã      | 2 761 909          | 50,8 / 100,0       | 2,8                | 2 646 084        | 48,5 / 100,0     | 4,8              | 36 / 72   | 2    |
|                         | Partido Social-Democrata    | 2 103 162          | 38,7 / 100,0       | 0,4                | 2 030 913        | 37,2 / 100,0     | 0,6              | 27 / 72   | 1    |
|                         | Partido Democrático Liberal | 423 523            | 7,8 / 100,0        | 0,8                | 654 882          | 12,0 / 100,0     | 2,9              | 9 / 72    | 2    |
|                         | Os Verdes                   | 133 706            | 2,5 / 100,0        | Novo               | 99 074           | 1,8 / 100,0      | Novo             | 0 / 72    | Novo |
|                         | Outros                      | 17 009             | 0,2 / 100,0        |                    | 23 087           | 0,3 / 100,0      |                  | 0 / 72    |      |
| Votos Inválidos         | Votos Inválidos             | 78 753             | 1,4 / 100,0        | 0,2                | 64 022           | 1,2 / 100,0      | 0,3              |           |      |
| Total                   | Total                       | 5 518 062          | 100,0 / 100,0      |                    | 5 518 062        | 100,0 / 100,0    |                  | 72 / 72   | 1    |
| Eleitorado/Participação | Eleitorado/Participação     | 6 370 535          | 86,6 / 100,0       | 2,5                | 6 370 535        | 86,6 / 100,0     | 2,5              |           |      |

### Baixa Saxônia
| Partido                 | Partido                     | Distrito Eleitoral | Distrito Eleitoral | Distrito Eleitoral | Lista de Partido | Lista de Partido | Lista de Partido | Deputados | +/-  |
| Partido                 | Partido                     | Votos              | %                  | +/-                | Votos            | %                | +/-              | Deputados | +/-  |
| ----------------------- | --------------------------- | ------------------ | ------------------ | ------------------ | ---------------- | ---------------- | ---------------- | --------- | ---- |
|                         | Partido Social-Democrata    | 2 313 239          | 48,8 / 100,0       | 1,8                | 2 232 531        | 46,9 / 100,0     | 1,2              | 30 / 63   | 1    |
|                         | União Democrata-Cristã      | 1 968 623          | 41,5 / 100,0       | 4,7                | 1 891 813        | 39,8 / 100,0     | 5,7              | 26 / 63   | 2    |
|                         | Partido Democrático Liberal | 345 591            | 7,3 / 100,0        | 1,2                | 535 914          | 11,3 / 100,0     | 3,4              | 7 / 63    | 2    |
|                         | Os Verdes                   | 101 049            | 2,1 / 100,0        | Novo               | 77 475           | 1,6 / 100,0      | Novo             | 0 / 63    | Novo |
|                         | Outros                      | 14 695             | 0,3 / 100,0        |                    | 17 409           | 0,2 / 100,0      |                  | 0 / 63    |      |
| Votos Inválidos         | Votos Inválidos             | 47 636             | 1,0 / 100,0        |                    | 35 691           | 0,7 / 100,0      | 1,4              |           |      |
| Total                   | Total                       | 4 790 833          | 100,0 / 100,0      |                    | 4 790 833        | 100,0 / 100,0    |                  | 63 / 63   | 1    |
| Eleitorado/Participação | Eleitorado/Participação     | 5 363 576          | 89,3 / 100,0       | 2,1                | 5 363 576        | 89,3 / 100,0     | 2,1              |           |      |

### Baviera
| Partido                 | Partido                     | Distrito Eleitoral | Distrito Eleitoral | Distrito Eleitoral | Lista de Partido | Lista de Partido | Lista de Partido | Deputados | +/-  |
| Partido                 | Partido                     | Votos              | %                  | +/-                | Votos            | %                | +/-              | Deputados | +/-  |
| ----------------------- | --------------------------- | ------------------ | ------------------ | ------------------ | ---------------- | ---------------- | ---------------- | --------- | ---- |
|                         | União Social-Cristã         | 3 941 365          | 58,4 / 100,0       | 1,6                | 3 908 459        | 57,6 / 100,0     | 2,4              | 52 / 89   | 1    |
|                         | Partido Social-Democrata    | 2 252 449          | 33,4 / 100,0       | 0,3                | 2 220 953        | 32,7 / 100,0     | 0,1              | 30 / 89   | 1    |
|                         | Partido Democrático Liberal | 408 804            | 6,1 / 100,0        | 0,8                | 532 620          | 7,8 / 100,0      | 1,6              | 7 / 89    | 1    |
|                         | Os Verdes                   | 124 069            | 1,8 / 100,0        | Novo               | 89 322           | 1,3 / 100,0      | Novo             | 0 / 89    | Novo |
|                         | Outros                      | 17 991             | 0,2 / 100,0        |                    | 35 011           | 0,5 / 100,0      |                  | 0 / 89    |      |
| Votos Inválidos         | Votos Inválidos             | 110 102            | 1,6 / 100,0        | 0,4                | 68 415           | 1,0 / 100,0      | 0,2              |           |      |
| Total                   | Total                       | 6 854 780          | 100,0 / 100,0      |                    | 6 854 780        | 100,0 / 100,0    |                  | 89 / 89   | 1    |
| Eleitorado/Participação | Eleitorado/Participação     | 7 827 420          | 87,6 / 100,0       | 2,0                | 7 827 420        | 87,6 / 100,0     | 2,0              |           |      |

### Berlim Ocidental
| Partido                 | Partido                      | Votos     | %             | +/-  | Deputados | +/-     |
| ----------------------- | ---------------------------- | --------- | ------------- | ---- | --------- | ------- |
|                         | União Democrata-Cristã       | 570 174   | 44,4 / 100,0  | 0,5  | 11 / 22   | Estável |
|                         | Partido Social-Democrata     | 548 060   | 42,7 / 100,0  | 0,1  | 10 / 22   | Estável |
|                         | Partido Democrático Liberal  | 103 609   | 8,1 / 100,0   | 1,0  | 1 / 22    | Estável |
|                         | Os Verdes                    | 47 642    | 3,7 / 100,0   | Novo | 0 / 22    | Novo    |
|                         | Partido Socialista Unificado | 13 744    | 1,1 / 100,0   | 0,7  | 0 / 22    | Estável |
|                         | Outros                       | 1 367     | 0,1 / 100,0   |      | 0 / 22    |         |
| Votos Inválidos         | Votos Inválidos              | 25 957    | 2,0 / 100,0   | 1,1  |           |         |
| Total                   | Total                        | 1 310 553 | 100,0 / 100,0 |      | 22 / 22   |         |
| Eleitorado/Participação | Eleitorado/Participação      | 1 533 728 | 85,4 / 100,0  | 2,4  |           |         |

### Bremen
| Partido                 | Partido                     | Distrito Eleitoral | Distrito Eleitoral | Distrito Eleitoral | Lista de Partido | Lista de Partido | Lista de Partido | Deputados | +/-     |
| Partido                 | Partido                     | Votos              | %                  | +/-                | Votos            | %                | +/-              | Deputados | +/-     |
| ----------------------- | --------------------------- | ------------------ | ------------------ | ------------------ | ---------------- | ---------------- | ---------------- | --------- | ------- |
|                         | Partido Social-Democrata    | 245 074            | 53,9 / 100,0       | 0,5                | 238 912          | 52,5 / 100,0     | 1,5              | 3 / 4     | Estável |
|                         | União Democrata-Cristã      | 137 674            | 30,3 / 100,0       | 2,5                | 131 017          | 28,8 / 100,0     | 3,7              | 1 / 4     | 1       |
|                         | Partido Democrático Liberal | 51 810             | 11,4 / 100,0       | 0,5                | 68 720           | 15,1 / 100,0     | 3,3              | 0 / 4     | Estável |
|                         | Os Verdes                   | 15 917             | 3,5 / 100,0        | Novo               | 12 300           | 2,7 / 100,0      | Novo             | 0 / 4     | Novo    |
|                         | Outros                      | 4 235              | 0,9 / 100,0        |                    | 4 507            | 1,0 / 100,0      |                  | 0 / 4     |         |
| Votos Inválidos         | Votos Inválidos             | 4 498              | 1,0 / 100,0        | 0,3                | 3 752            | 0,8 / 100,0      | 0,3              |           |         |
| Total                   | Total                       | 459 208            | 100,0 / 100,0      |                    | 459 208          | 100,0 / 100,0    |                  | 4 / 4     | 1       |
| Eleitorado/Participação | Eleitorado/Participação     | 523 161            | 100,0 / 100,0      | 2,2                | 523 161          | 87,8 / 100,0     | 2,2              |           |         |

### Hamburgo
| Partido                 | Partido                     | Distrito Eleitoral | Distrito Eleitoral | Distrito Eleitoral | Lista de Partido | Lista de Partido | Lista de Partido | Deputados | +/-  |
| Partido                 | Partido                     | Votos              | %                  | +/-                | Votos            | %                | +/-              | Deputados | +/-  |
| ----------------------- | --------------------------- | ------------------ | ------------------ | ------------------ | ---------------- | ---------------- | ---------------- | --------- | ---- |
|                         | Partido Social-Democrata    | 605 062            | 54,8 / 100,0       | 0,5                | 572 157          | 51,7 / 100,0     | 0,9              | 7 / 13    | 1    |
|                         | União Democrata-Cristã      | 357 260            | 32,4 / 100,0       | 3,7                | 345 005          | 31,2 / 100,0     | 4,7              | 4 / 13    | 1    |
|                         | Partido Democrático Liberal | 105 027            | 9,5 / 100,0        | 1,4                | 155 701          | 14,1 / 100,0     | 3,9              | 2 / 13    | 1    |
|                         | Os Verdes                   | 27 161             | 2,5 / 100,0        | Novo               | 25 278           | 2,3 / 100,0      | Novo             | 0 / 13    | Novo |
|                         | Outros                      | 8 771              | 0,8 / 100,0        |                    | 8 327            | 0,7 / 100,0      |                  | 0 / 13    |      |
| Votos Inválidos         | Votos Inválidos             | 9 918              | 0,9 / 100,0        | 0,3                | 6 731            | 0,6 / 100,0      | 0,2              |           |      |
| Total                   | Total                       | 1 113 199          | 100,0 / 100,0      |                    | 1 113 199        | 100,0 / 100,0    |                  | 13 / 13   | 1    |
| Eleitorado/Participação | Eleitorado/Participação     | 1 253 335          | 88,8 / 100,0       | 2,3                | 1 253 335        | 88,8 / 100,0     | 2,3              |           |      |

### Hesse
| Partido                 | Partido                     | Distrito Eleitoral | Distrito Eleitoral | Distrito Eleitoral | Lista de Partido | Lista de Partido | Lista de Partido | Deputados | +/-     |
| Partido                 | Partido                     | Votos              | %                  | +/-                | Votos            | %                | +/-              | Deputados | +/-     |
| ----------------------- | --------------------------- | ------------------ | ------------------ | ------------------ | ---------------- | ---------------- | ---------------- | --------- | ------- |
|                         | Partido Social-Democrata    | 1 721 811          | 48,5 / 100,0       | 1,6                | 1 655 513        | 46,4 / 100,0     | 0,7              | 22 / 46   | Estável |
|                         | União Democrata-Cristã      | 1 486 212          | 41,9 / 100,0       | 3,2                | 1 447 904        | 40,6 / 100,0     | 4,2              | 19 / 46   | 2       |
|                         | Partido Democrático Liberal | 249 303            | 7,0 / 100,0        | 0,1                | 377 448          | 10,6 / 100,0     | 2,4              | 5 / 46    | 1       |
|                         | Os Verdes                   | 78 465             | 2,2 / 100,0        | Novo               | 65 013           | 1,8 / 100,0      | Novo             | 0 / 46    | Novo    |
|                         | Outros                      | 15 140             | 0,3 / 100,0        |                    | 19 284           | 0,4 / 100,0      |                  | 0 / 46    |         |
| Votos Inválidos         | Votos Inválidos             | 47 140             | 1,3 / 100,0        | 0,1                | 32 909           | 0,9 / 100,0      | 0,1              |           |         |
| Total                   | Total                       | 3 598 071          | 100,0 / 100,0      |                    | 3 598 071        | 100,0 / 100,0    |                  | 46 / 46   | 1       |
| Eleitorado/Participação | Eleitorado/Participação     | 4 001 747          | 89,9 / 100,0       | 2,0                | 4 001 747        | 89,9 / 100,0     | 2,0              |           |         |

### Renânia do Norte-Vestfália
| Partido                 | Partido                     | Distrito Eleitoral | Distrito Eleitoral | Distrito Eleitoral | Lista de Partido | Lista de Partido | Lista de Partido | Deputados | +/-     |
| Partido                 | Partido                     | Votos              | %                  | +/-                | Votos            | %                | +/-              | Deputados | +/-     |
| ----------------------- | --------------------------- | ------------------ | ------------------ | ------------------ | ---------------- | ---------------- | ---------------- | --------- | ------- |
|                         | Partido Social-Democrata    | 5 278 416          | 48,5 / 100,0       | 0,6                | 5 108 147        | 46,8 / 100,0     | 0,1              | 70 / 147  | Estável |
|                         | União Democrata-Cristã      | 4 587 267          | 42,1 / 100,0       | 2,7                | 4 432 661        | 40,6 / 100,0     | 3,9              | 60 / 147  | 6       |
|                         | Partido Democrático Liberal | 798 323            | 7,3 / 100,0        | 0,9                | 1 191 643        | 10,9 / 100,0     | 3,1              | 17 / 147  | 5       |
|                         | Os Verdes                   | 187 264            | 1,7 / 100,0        | Novo               | 136 278          | 1,2 / 100,0      | Novo             | 0 / 147   | Novo    |
|                         | Outros                      | 40 798             | 0,3 / 100,0        |                    | 50 720           | 0,4 / 100,0      |                  | 0 / 147   |         |
| Votos Inválidos         | Votos Inválidos             | 116 614            | 1,1 / 100,0        | 0,1                | 89 233           | 0,8 / 100,0      | 0,1              |           |         |
| Total                   | Total                       | 11 008 682         | 100,0 / 100,0      |                    | 11 008 682       | 100,0 / 100,0    |                  | 147 / 147 | 1       |
| Eleitorado/Participação | Eleitorado/Participação     | 12 374 314         | 89,0 / 100,0       | 2,3                | 12 374 314       | 89,0 / 100,0     | 2,3              |           |         |

### Renânia-Palatinado
| Partido                 | Partido                     | Distrito Eleitoral | Distrito Eleitoral | Distrito Eleitoral | Lista de Partido | Lista de Partido | Lista de Partido | Deputados | +/-  |
| Partido                 | Partido                     | Votos              | %                  | +/-                | Votos            | %                | +/-              | Deputados | +/-  |
| ----------------------- | --------------------------- | ------------------ | ------------------ | ------------------ | ---------------- | ---------------- | ---------------- | --------- | ---- |
|                         | União Democrata-Cristã      | 1 153 871          | 47,2 / 100,0       | 3,0                | 1 118 216        | 45,6 / 100,0     | 4,3              | 15 / 32   | 1    |
|                         | Partido Social-Democrata    | 1 076 165          | 44,1 / 100,0       | 1,7                | 1 048 611        | 42,8 / 100,0     | 1,1              | 14 / 32   | 1    |
|                         | Partido Democrático Liberal | 165 243            | 6,8 / 100,0        | 0,3                | 239 921          | 9,8 / 100,0      | 2,2              | 3 / 32    | 1    |
|                         | Os Verdes                   | 39 547             | 1,6 / 100,0        | Novo               | 33 500           | 1,4 / 100,0      | Novo             | 0 / 32    | Novo |
|                         | Outros                      | 7 543              | 0,3 / 100,0        |                    | 11 312           | 0,4 / 100,0      |                  | 0 / 32    |      |
| Votos Inválidos         | Votos Inválidos             | 38 394             | 1,5 / 100,0        | 0,4                | 29 203           | 1,2 / 100,0      | 0,4              |           |      |
| Total                   | Total                       | 2 480 763          | 100,0 / 100,0      |                    | 2 480 763        | 100,0 / 100,0    |                  | 32 / 32   | 1    |
| Eleitorado/Participação | Eleitorado/Participação     | 2 759 777          | 89,9 / 100,0       | 1,6                | 2 759 777        | 89,9 / 100,0     | 1,6              |           |      |

### Sarre
| Partido                 | Partido                     | Distrito Eleitoral | Distrito Eleitoral | Distrito Eleitoral | Lista de Partido | Lista de Partido | Lista de Partido | Deputados | +/-     |
| Partido                 | Partido                     | Votos              | %                  | +/-                | Votos            | %                | +/-              | Deputados | +/-     |
| ----------------------- | --------------------------- | ------------------ | ------------------ | ------------------ | ---------------- | ---------------- | ---------------- | --------- | ------- |
|                         | Partido Social-Democrata    | 369 507            | 50,0 / 100,0       | 3,3                | 358 040          | 48,3 / 100,0     | 2,2              | 4 / 8     | Estável |
|                         | União Democrata-Cristã      | 323 348            | 43,7 / 100,0       | 2,8                | 313 709          | 42,3 / 100,0     | 3,9              | 4 / 8     | Estável |
|                         | Partido Democrático Liberal | 40 024             | 5,4 / 100,0        | 0,2                | 57 598           | 7,8 / 100,0      | 1,2              | 0 / 8     | Estável |
|                         | Os Verdes                   | 2 127              | 0,3 / 100,0        | Novo               | 7 829            | 1,1 / 100,0      | Novo             | 0 / 8     | Novo    |
|                         | Outros                      | 4 137              | 0,5 / 100,0        |                    | 4 246            | 0,5 / 100,0      |                  | 0 / 8     |         |
| Votos Inválidos         | Votos Inválidos             | 12 882             | 1,7 / 100,0        | 0,4                | 10 523           | 1,4 / 100,0      | 0,4              |           |         |
| Total                   | Total                       | 751 945            | 100,0 / 100,0      |                    | 751 945          | 100,0 / 100,0    |                  | 8 / 8     |         |
| Eleitorado/Participação | Eleitorado/Participação     | 829 768            | 90,6 / 100,0       | 2,3                | 829 768          | 90,6 / 100,0     | 2,3              |           |         |

### Schleswig-Holstein
| Partido                 | Partido                     | Distrito Eleitoral | Distrito Eleitoral | Distrito Eleitoral | Lista de Partido | Lista de Partido | Lista de Partido | Deputados | +/-  |
| Partido                 | Partido                     | Votos              | %                  | +/-                | Votos            | %                | +/-              | Deputados | +/-  |
| ----------------------- | --------------------------- | ------------------ | ------------------ | ------------------ | ---------------- | ---------------- | ---------------- | --------- | ---- |
|                         | Partido Social-Democrata    | 843 976            | 49,7 / 100,0       | 1,7                | 794 900          | 46,7 / 100,0     | 0,3              | 11 / 23   | 1    |
|                         | União Democrata-Cristã      | 691 043            | 40,7 / 100,0       | 3,8                | 662 791          | 38,9 / 100,0     | 5,2              | 9 / 23    | 1    |
|                         | Partido Democrático Liberal | 132 832            | 7,8 / 100,0        | 1,1                | 216 552          | 12,7 / 100,0     | 3,9              | 3 / 23    | 1    |
|                         | Os Verdes                   | 23 314             | 1,4 / 100,0        | Novo               | 23 520           | 1,4 / 100,0      | Novo             | 0 / 23    | Novo |
|                         | Outros                      | 5 680              | 0,3 / 100,0        |                    | 6 154            | 0,2 / 100,0      |                  | 0 / 23    |      |
| Votos Inválidos         | Votos Inválidos             | 19 708             | 1,1 / 100,0        | 0,3                | 12 636           | 0,7 / 100,0      | 0,2              |           |      |
| Total                   | Total                       | 1 716 553          | 100,0 / 100,0      |                    | 1 716 553        | 100,0 / 100,0    |                  | 23 / 23   | 1    |
| Eleitorado/Participação | Eleitorado/Participação     | 1 928 108          | 100,0 / 100,0      | 1,6                | 1 928 108        | 89,0 / 100,0     | 1,6              |           |      |